# 賴斯角莖鱂
賴斯角莖鱂，為輻鰭魚綱鯉齒目鯉齒亞目花鳉科的其中一種，分布於南美洲巴西聖保羅的淡水流域，體長可達2.7公分，屬雜食性，生活習性不明。

## 擴展閱讀
維基物種上的相關：賴斯角莖鱂